# Barlt
Barlt – miejscowość i gmina w Niemczech, w kraju związkowym Szlezwik-Holsztyn, w powiecie Dithmarschen, wchodzi w skład urzędu Mitteldithmarschen. Dzielnice gminy to: Barlt, Barlteralten- i neuendeich, Barlterkleve, Barlterfelde, Himmelreich.